# Wesley Coller
Wesley Scott Coller, född 27 november 1972 i Seoul, är en amerikansk filmproducent. Coller är son till Robert Coller och Donna Coller och han hade en bror, Sean, som omkom i en motorcykelolycka vid 20 års ålder. Vid fem års ålder flyttade han med sin familj från Ypsilanti, Michigan till Pinckney, Michigan. Coller tog examen från Eastern Michigan University år 1999 och flyttade sedan till Los Angeles, Kalifornien, där han mötte Zack Snyder. Coller började arbeta tillsammans med Snyder och blev hans assistent. Deras första film tillsammans var Dawn of the Dead (2004) och tillsammans med Deborah Snyder grundade de film- och TV-bolaget Cruel and Unusual Films, Inc., där Coller tog på sig rollen som filmproducent.
Coller är gift med Celeste Schipono-Coller och tillsammans har de en dotter, född 2012.